# Wallace (Luisiana)
Wallace é uma Região censo-designada localizada no estado americano de Luisiana, na Paróquia de St. John the Baptist.

## Demografia
Segundo o censo americano de 2000, a sua população era de 570 habitantes.

## Geografia
De acordo com o United States Census Bureau tem uma área de
19,6 km², dos quais 16,9 km² cobertos por terra e 2,7 km² cobertos por água.

## Localidades na vizinhança
O diagrama seguinte representa as localidades num raio de 12 km ao redor de Wallace.